# Raymond IV de Tripoli
Raymond IV d'Antioche, décédé en 1199, est comte de Tripoli (1187-1189), prince régent d'Antioche (1193-1194). Il est le fils aîné de Bohémond III, prince d'Antioche, et d'Orgueilleuse de Harenc.

## Biographie
Le comte de Tripoli, Raymond III de Tripoli, meurt en 1187 sans enfant et lui lègue son comté. Mais au bout de deux ans, Bohémond III préfère rappeler son héritier auprès de lui, et placer Bohémond IV d'Antioche, son fils cadet à Tripoli. Pendant la captivité de son père, emprisonné par Léon II roi d'Arménie, il est régent de la principauté d'Antioche.
Raymond IV décède en 1199.

## Mariage et descendance
À l'issue de cette crise avec ce voisin, il épouse vers 1195 Alix d'Arménie, nièce de Léon II, fille de Roupen III d'Arménie, d'où naît :
- Raymond-Roupen d'Antioche (1199 † 1221).

## Sources
René Grousset, L'Empire du Levant : Histoire de la Question d'Orient, Paris, Payot, coll. « Bibliothèque historique », 1949 (réimpr. 1979), 648 p. (ISBN 978-2-228-12530-7).